# Parc national de Bayanaul
Le parc national de Bayanaul est un parc national du Kazakhstan situé dans l'oblys de Pavlodar.

## Géographie
Le parc a une superficie de 68,453 km2, il est situé sur les hautes terres Kazakhes (en).
Les montages se sont formées durant l'ère Paléozoïque et on subi une érosion provoquant leur relativement faible altitude actuelle (de 400 à 1 027 mètres). 
Le point le plus élevé du parc Bayanaul est le mont Akbet (1 027 m). 
Selon la légende, la montagne est nommée en l'honneur de Akbet, une fille qui s'y jeta dans le vide quand elle dut épouser quelqu'un qu'elle n'aimait pas.
Le parc comprend le lac Sabyndykol, le lac Jasybay, le lac Toraygir, le lac Byrzhankol et de nombreux lacs plus petits.
Le lac Sabyndykol (kazakh : Сабындыкөл, littéralement «lac savonneux") est le plus grand lac. 
Le village de Bayanaul est sur sa rive. 
Le lac est nommé pour son eau douce spéciale, qui semble presque savonneuse au toucher. 
Selon la légende, la belle Bayan a laissé tomber son savon dans ce lac alors qu'elle lavait ses cheveux.

## Flore
Le parc a quatre type de végétation forêt, steppe boisée, steppe et prairie.
Le parc abrite près de 460 espèces florales dont le pin de Bayanaul pine et l'aulne glutineux. 
Le pin de Bayanaul pousse surtout sur les rochers.
La diversité de la végétation du parc est surprenante quand on pense qu'il est situé au milieu d'une steppe semi-désertique portant une maigre végétation 
Bouleau, pin, aulne et tremble voisinent avec de nombreux types de buissons et arbustes, y compris les variétés tels que framboisier, cynorrhodon, groseillier et aubépine. 
Dans les prairies, les fraises sauvages poussent en abondance, et les champignons abondent dans les forêts.

## Faune
Environ 50 espèces aviaires et quarante espères de mammifères habitent le Parc. 
Parmi les oiseaux du parc on trouve grue, cygne, héron et outarde et des oiseaux de proie comme aigle, faucon crécerelle et milan.
Les mammifères comprennent argali, chevreuil d'Asie, Blaireau eurasien et écureuil.
Le parc a une population de mouflon, une espèce rare et menacée présente dans la liste rouge de l'Union internationale pour la conservation de la nature.

## Photos

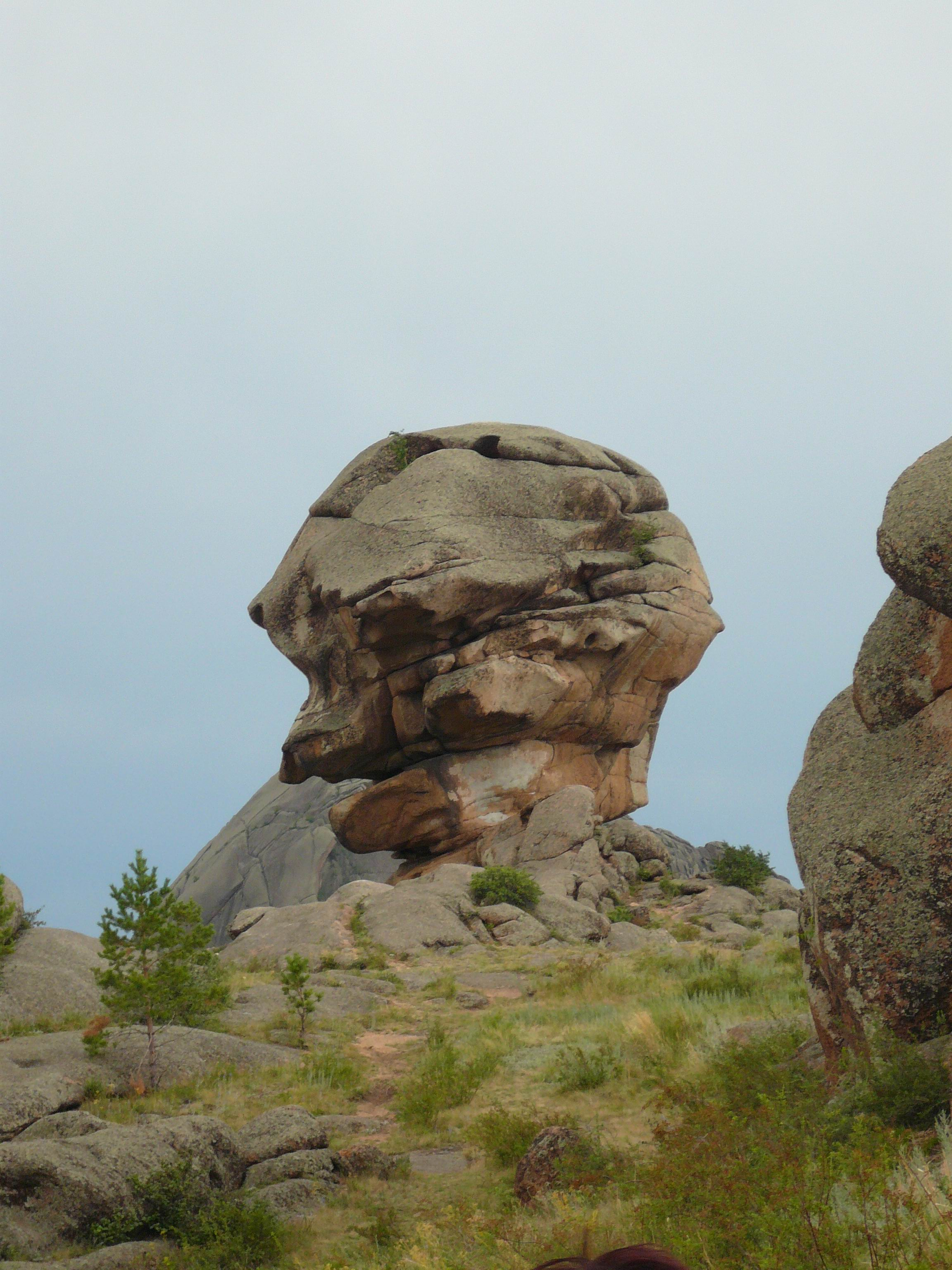
Le rocher Baba-Yaga
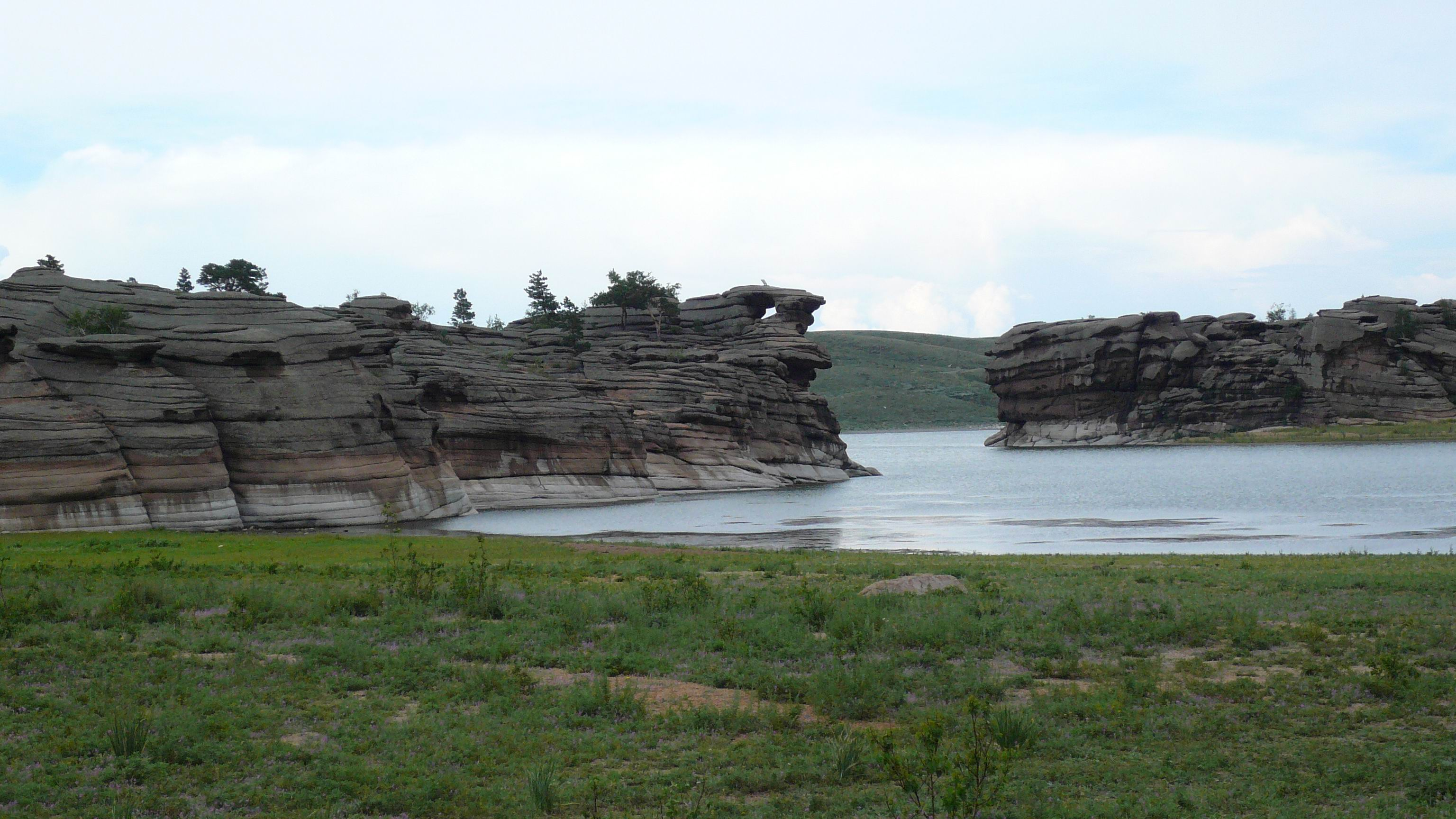
L'île de l'amour sur le lac Toraygir.
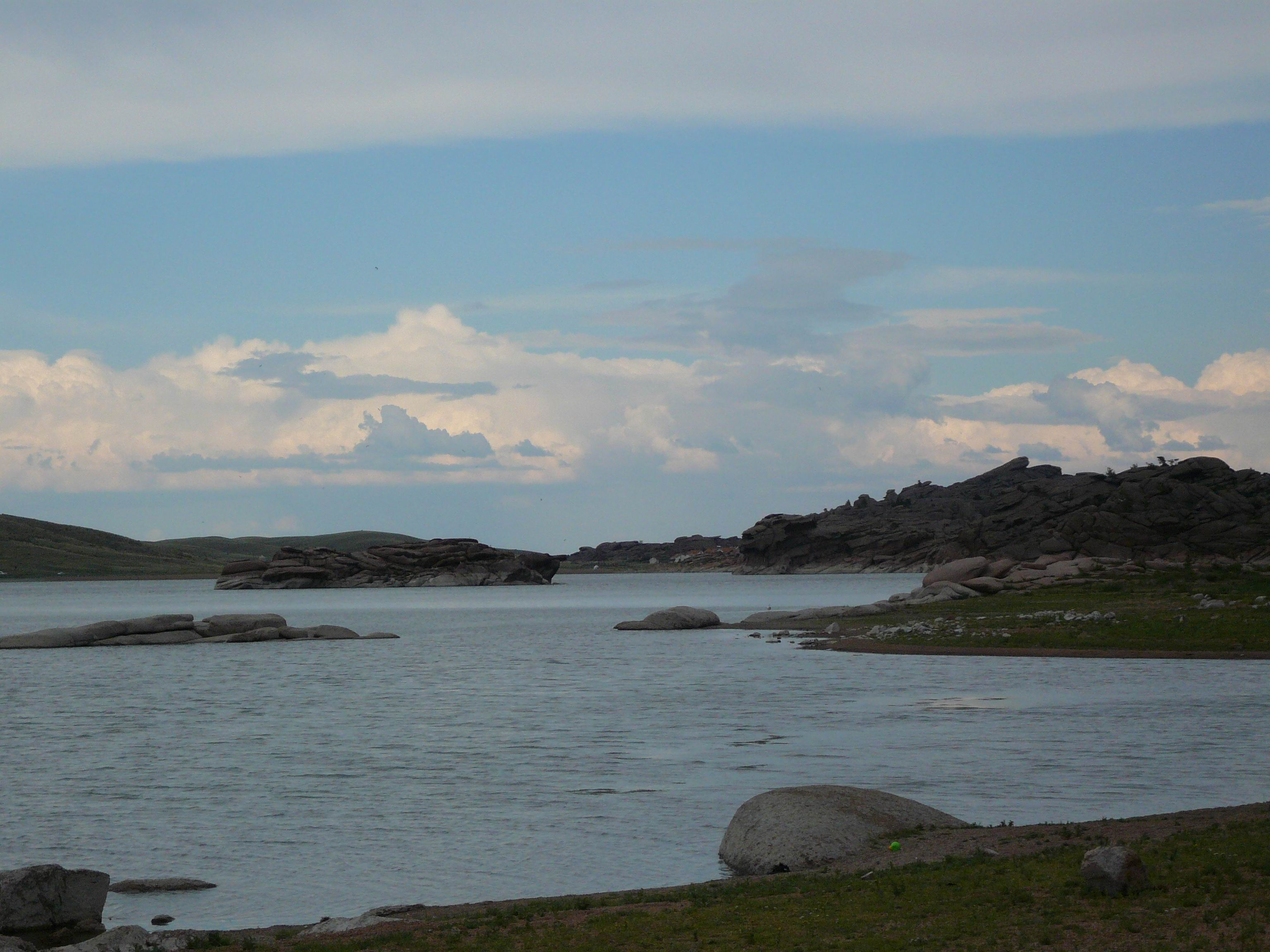
Le lac Toraygir
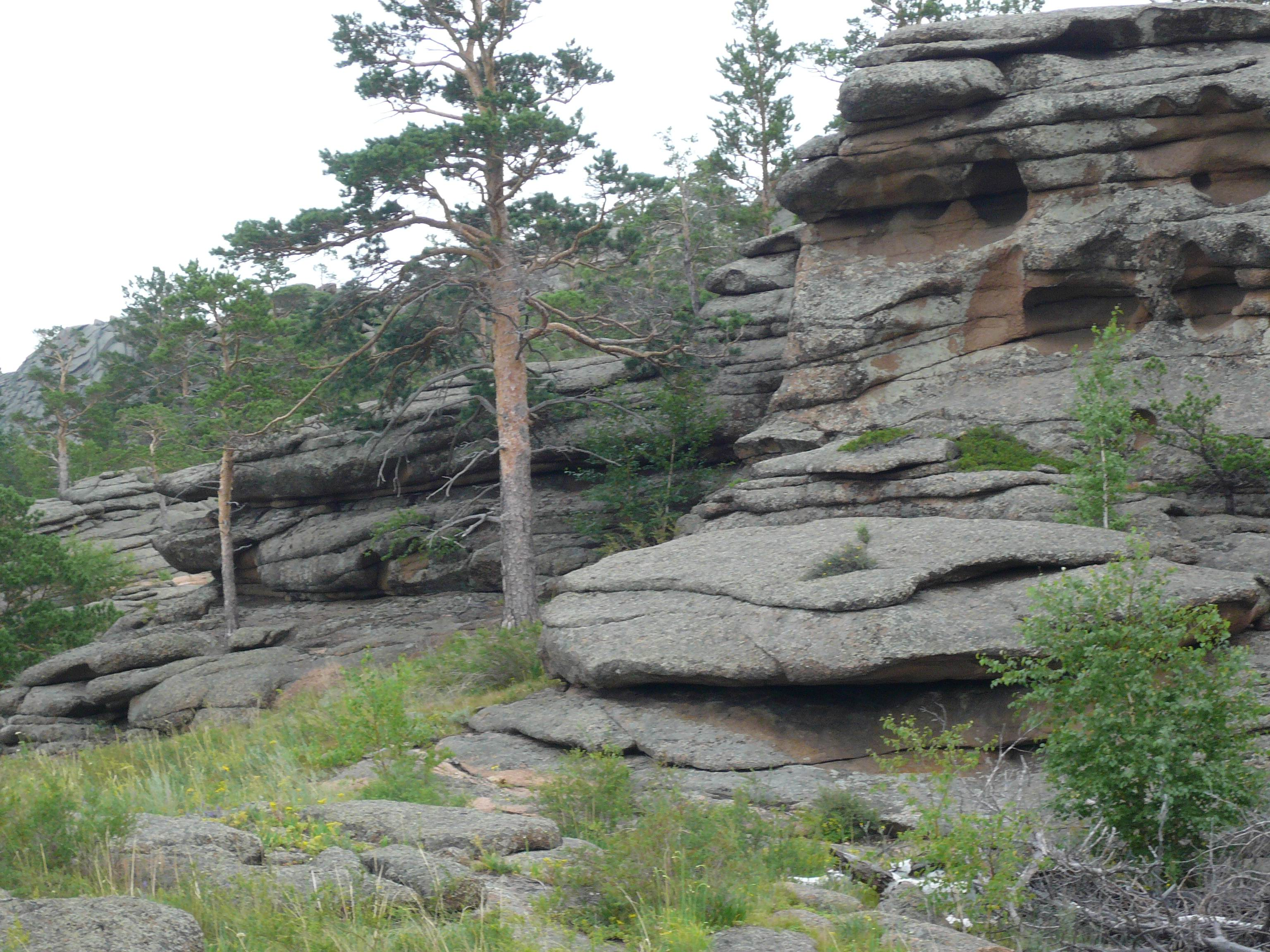
Paysage typique du parc.
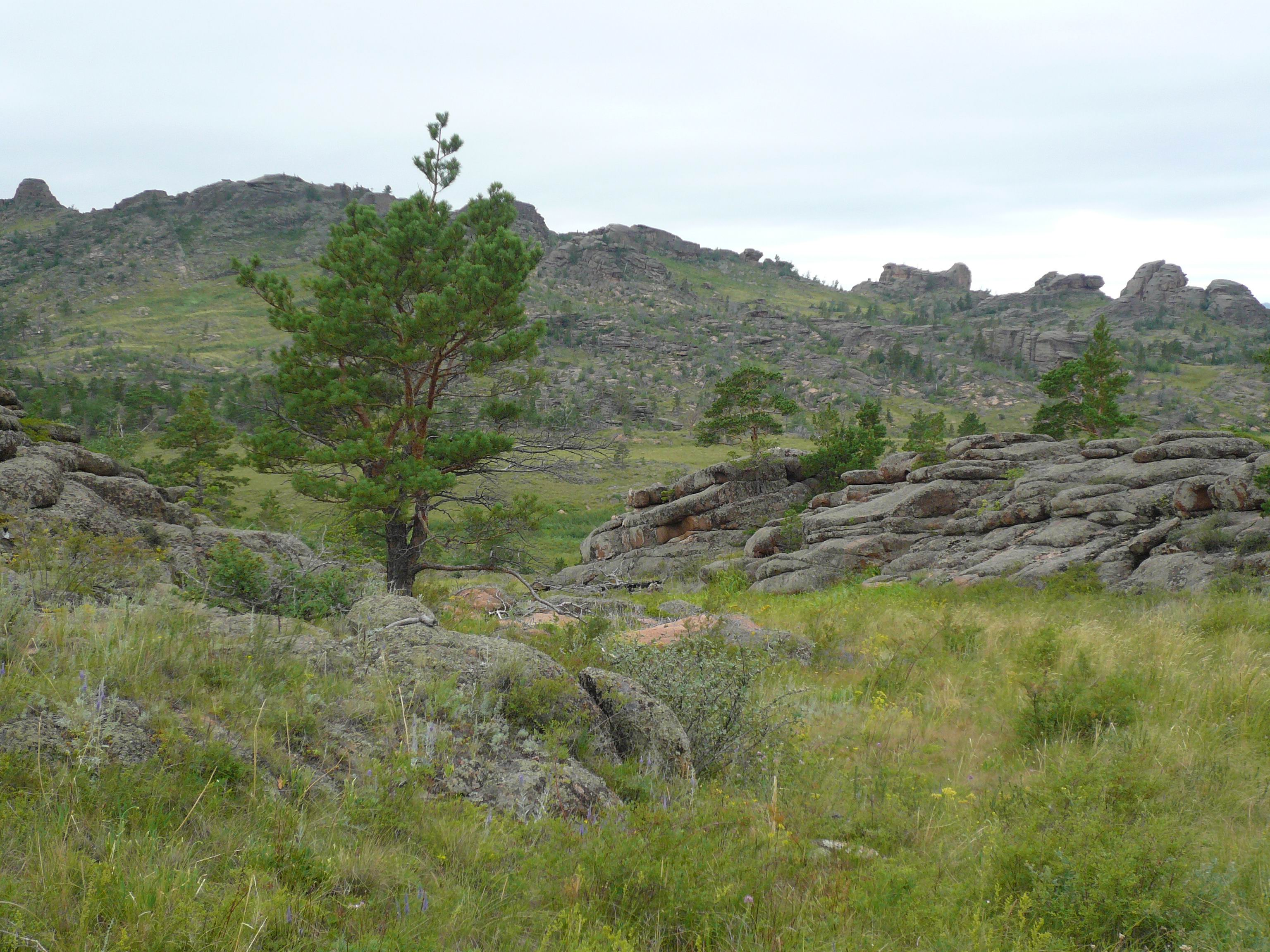
Paysage du parc.
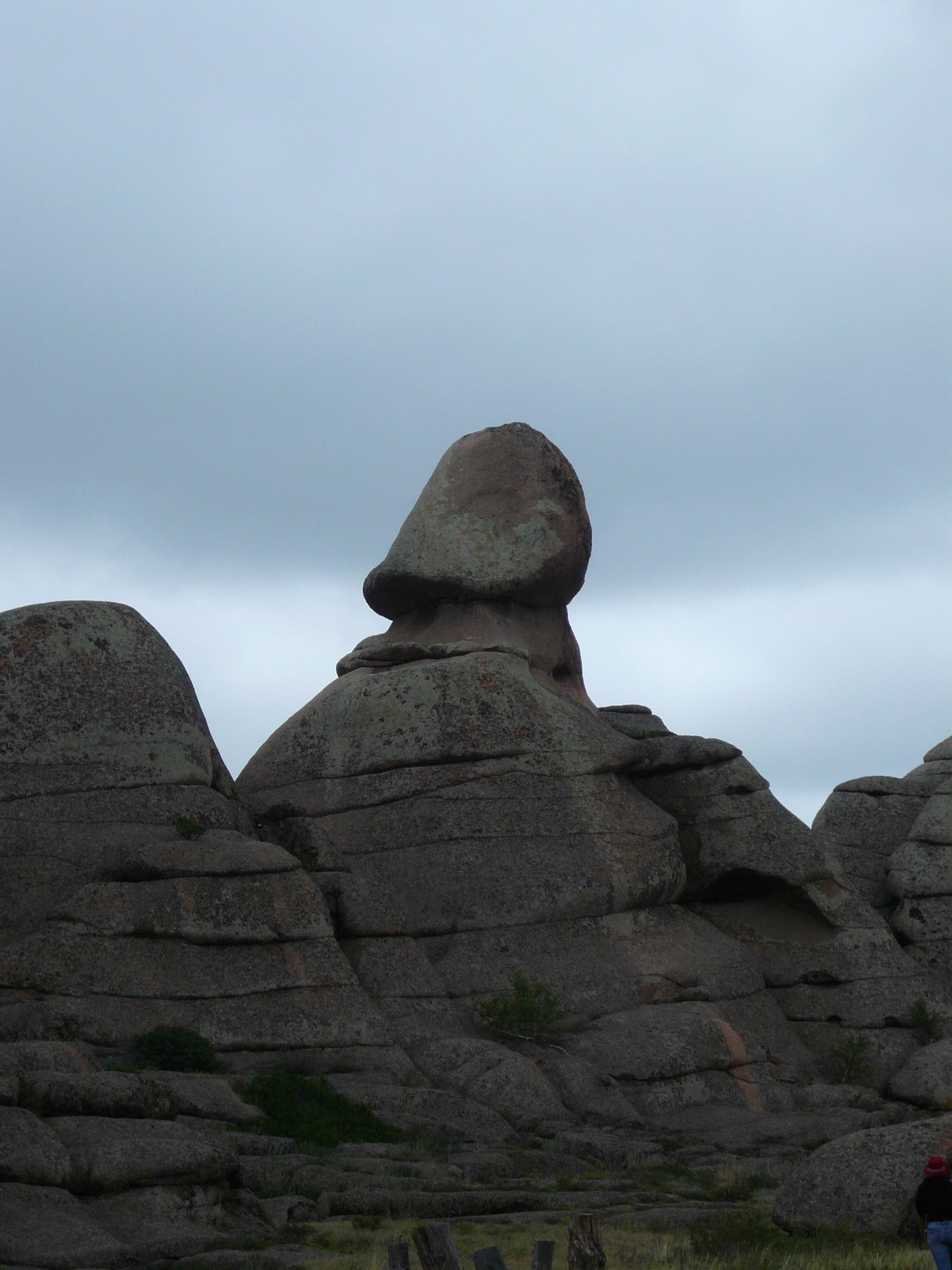
Rocher de la dignité masculine
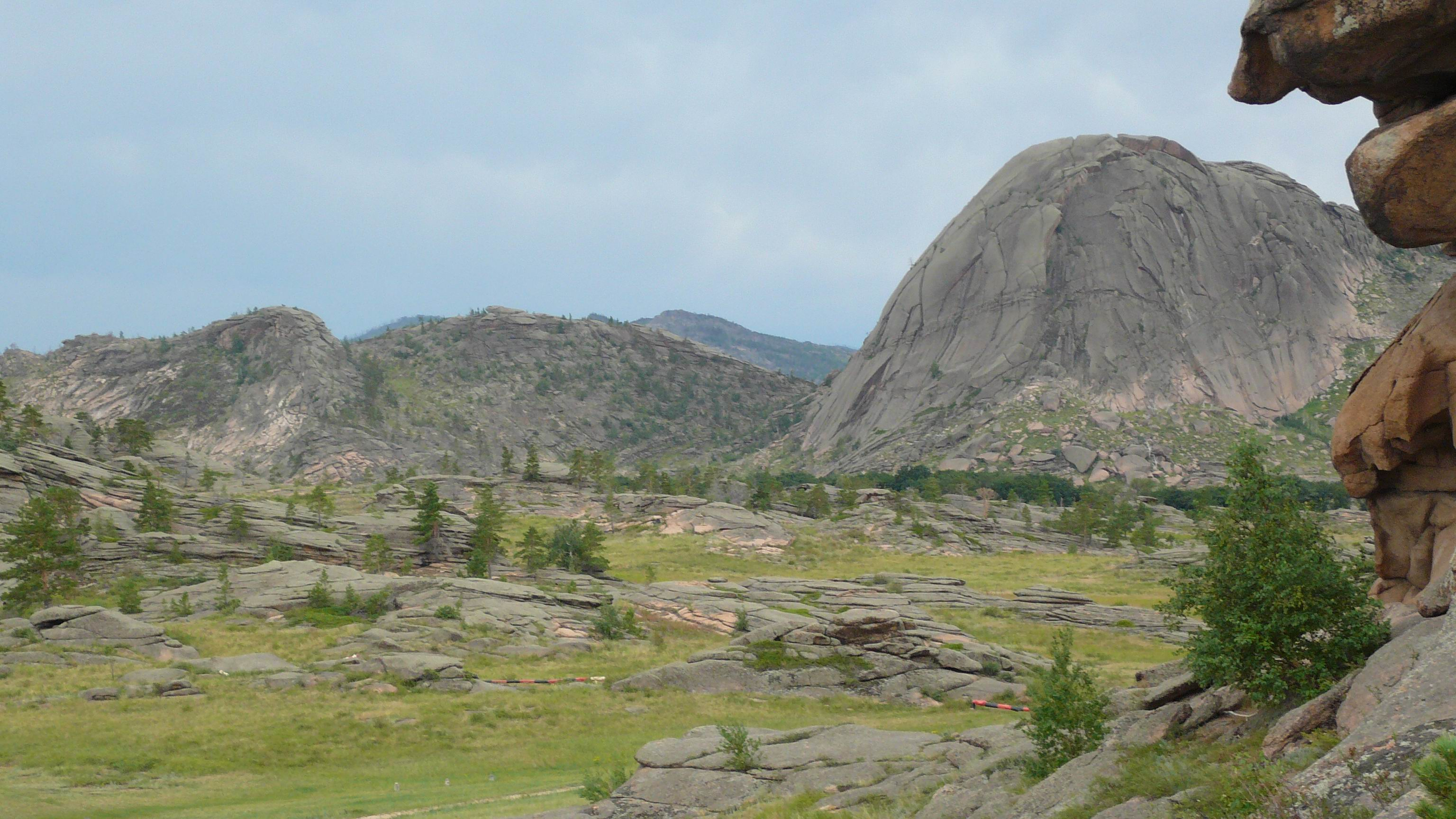
Le mont Bulka
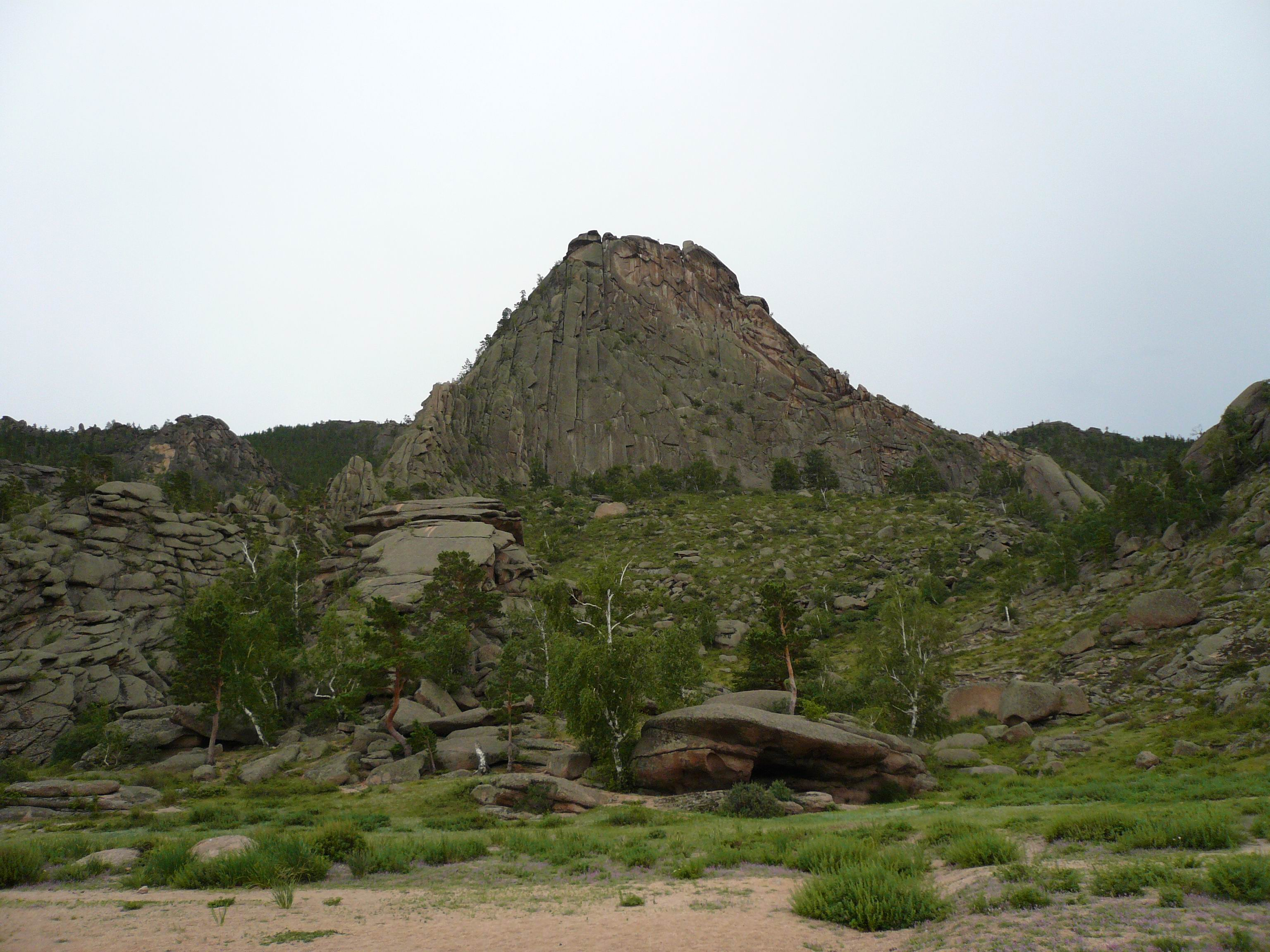
Pic du courage
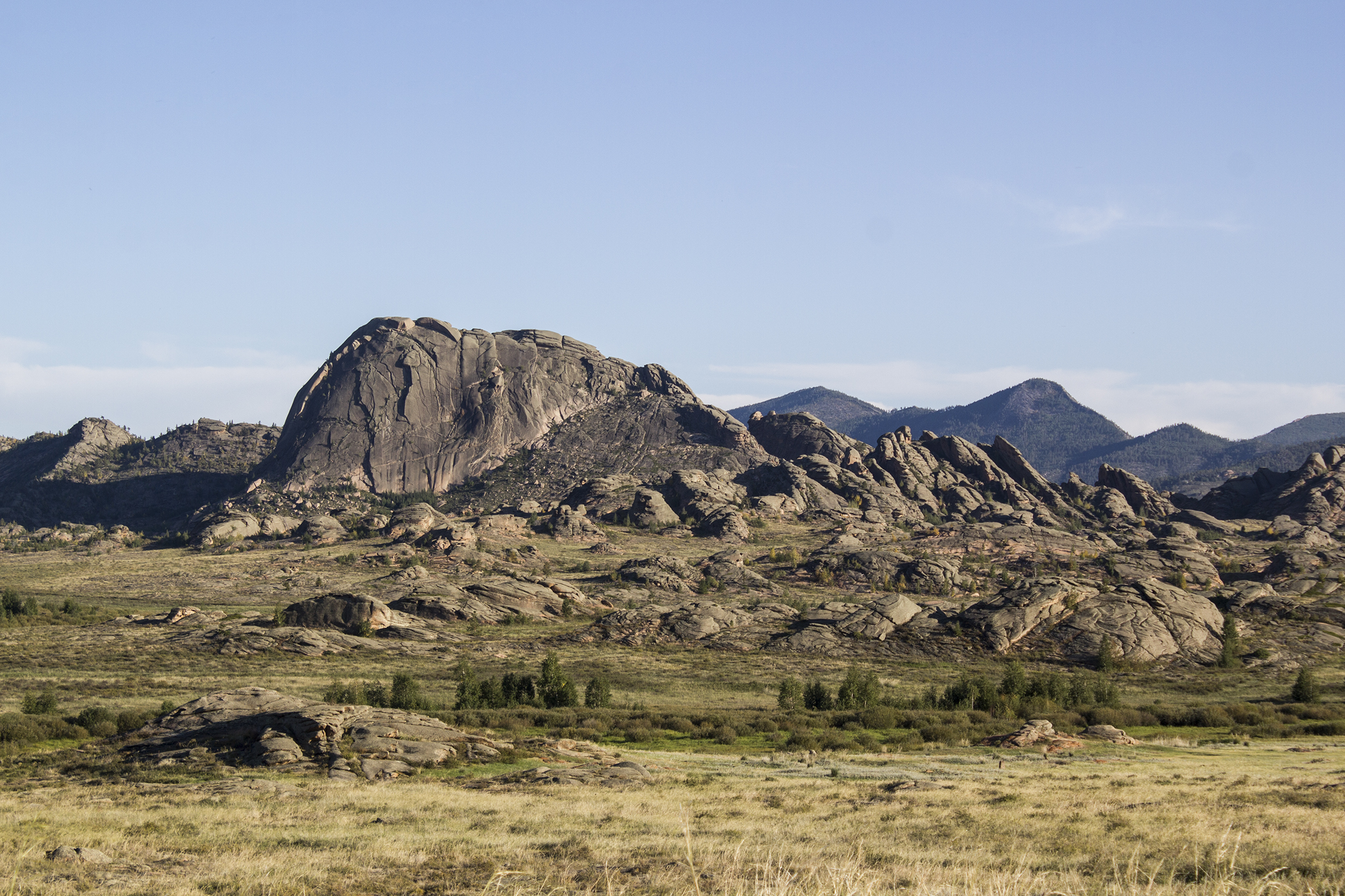
Paysage du parc. Aout 2016.